# Batalla de Margate
La batalla de Margate o batalla de Cadzand tuvo lugar entre el 24 y el 25 de marzo de  1387 durante la guerra de los Cien Años. Inglaterra, tras sufrir repetidas derrotas y saqueos por parte de Castilla y de Francia en sus puertos y ante la amenaza de una invasión, decide enviar una flota bajo el mando del conde de Arundel Richard FitzAlan al continente con la intención de abrir nuevos frentes y desplazar el campo de batalla a Francia. 
De esta manera Inglaterra consigue apresar parte de un convoy franco-flamenco de barcos mercantes que transportaban vino derrotando a su escolta. 

## La batalla
Los barcos del conde de Arundel sabiendo que un convoy de mercancías vendría pronto desde La Rochelle (Francia) a Flandes gracias a la información aportada por prisioneros franceses echaron anclas en Margate junto a la boca del Támesis a la espera. Los mercaderes de Flandes, Francia y otras partes que habían partido en grupo por temor a los ingleses volvían cargados de vino a Flandes y Esclusa. Una vez divisaron a los ingleses y siéndoles el viento favorable a estos últimos el combate era inevitable.
El almirante flamenco Jean de Bucq y su flotilla de La Rochelle que escoltaban el convoy decidieron entablar combate para entretener a los atacantes el mayor tiempo posible y así dar tiempo a los barcos mercantes que escapaban hacia el puerto de Esclusa.
Los ingleses habían embarcado a sus arqueros en galeras ligeras. Estos comenzaron el combate con una lluvia de flechas que se perdieron ya que los ballesteros franco-flamencos pudieron ponerse a cubierto. Los ballesteros respondieron con sus ballestas hiriendo a muchos y evitando además que los marineros pudieran dirigir cómodamente las galeras. Las embarcaciones más grandes de la flota inglesa, comandadas por el conde de Arundel, ahora avanzaban sobre las franco-flamencas pero los ballesteros se defendían valientemente.
Mientras tanto los comerciantes avanzaban tan rápido como les era posible y algunos ya habían ganado la costa donde los grandes barcos ingleses no podían seguirlos en aguas poco profundas. La batalla duró 3 o 4 horas y muchos barcos ingleses fueron hundidos agujereados por los largos proyectiles de hierro de las ballestas disparados a la base de los barcos. Al caer la noche ambas flotas se separaron y echaron anclas para reparar daños y cuidar de los heridos. Al amanecer levaron anclas y se reanudaron los combates. 
Los ingleses, siendo un ejército más numeroso, mejor armado y con mejores barcos, les ganaban terreno y obligaron a los franco-flamencos a retirarse paulatinamente hacia Cadzand (Esclusa) donde la derrota fue completa ya que allí no había ni soldados ni barcos que pudieran socorrerles. Hicieron prisionero a Jean de Bucq junto a los hombres que aún le quedaban, quien sería mantenido prisionero en Londres. Allí moriría tres años más tarde.
Posteriormente los ingleses se dirigieron al puerto de Esclusa donde quemaron los barcos más pequeños y se llevaron un botín de 9000 toneles de vino. Aunque no llegaron a tomar la ciudad saquearon las tierras circundantes a placer sin oposición hasta mediados del mes siguiente.